# Ayelén Stepnik
Ayelén Stepnik (Rosario, 22 de noviembre de 1975) es una exjugadora de hockey sobre césped y odontóloga argentina que se desempeñó como mediocampista y defensora en la selección nacional. Además fue la Coordinadora General de Hockey en el Club Atlético Rosario Central.
Fue Campeona Mundial Juvenil en 1993. Ganó dos medallas de oro en los Juegos Panamericanos de 1999 y 2003 y dos medallas olímpicas en los Juegos Olímpicos de Sídney 2000 y Atenas 2004. En 2001, ganó el Champions Trophy en Amstelveen, Holanda y en 2002, se consagró campeona en el Campeonato Mundial de Perth. Fue una de las jugadoras emblemáticas de la selección nacional en la década de 1990, cuando alcanzaron el primer nivel mundial, promoviendo así la popularización del hockey sobre césped femenino en Argentina. Ayelén también obtuvo el segundo puesto en el Champions Trophy de Macao en 2002 y el tercer puesto en el Champions Trophy de Rosario en 2004.
En 2006 fue desafectada de la selección nacional por el técnico Gabriel Minadeo, debido a lo cual no participó de los Juegos Olímpicos de Pekín 2008, hecho que la afectó profundamente. En 2009, con la contratación de Carlos Retegui como técnico, volvió a ser convocada. 
Perteneció al Club Universitario de Rosario. Es presidenta de la asociación civil "Más Hockey", que está dedicada a difundir el juego limpio, la práctica de ese deporte en Argentina y apoyar económicamente a los jugadores que integran las selecciones nacionales. 
En febrero de 2019 fue presentada como Coordinadora General de Hockey de Rosario Central.

## Carrera deportiva
Comenzó a jugar en el Club Universitario de Rosario. En 1993, fue convocada a la Selección juvenil para disputar el Campeonato Mundial de ese año en Tarrasa obteniendo el título. El logro fue definido como "el primer rugido" de una selección que a partir de ese momento alcanzaría el primer nivel mundial.
En 1996, formó parte de la selección nacional que participó en los Juegos Olímpicos de Atlanta donde el equipo finalizó en el séptimo puesto obteniendo diploma olímpico. En 1999, ganó la medalla de oro en los Juegos Panamericanos de Winnipeg.
En el 2000, volvió a integrar la delegación olímpica en los Juegos Olímpicos de Sídney ganando la medalla de plata. Ese año, recibió junto a Las Leonas el Premio Olimpia de Oro, como las mejores deportistas argentinas del año.
En 2001 ganó el Champions Trophy y al año siguiente se consagró campeona en el Campeonato Mundial de Perth, el máximo galardón obtenido por el hockey argentino. En 2002 también obtendría el segundo puesto en el Champions Trophy.
A comienzos del 2000 jugó en la liga española para el Atlètic Terrassa. En 2003, ganó la medalla de oro en los Juegos Panamericanos de Santo Domingo y en 2004 obtuvo la medalla de bronce en los Juegos Olímpicos de Atenas. Ese mismo año, también obtuvo el tercer puesto en el Champions Trophy.
Ese año Stepnik dijo:

Estoy muy contenta por el apoyo que nos están dando desde la Subsecretaría de Deportes, ya que como deportista había participado en los Juegos Olímpicos desde Atlanta 1996, y es el primer año que vivimos esto y sentimos apoyo.

En diciembre de 2006, con 31 años, fue desafectada de la selección por el técnico Gabriel Minadeo, por lo cual no participó del Champions Trophy ni de los Juegos Olímpicos de Pekín 2008, hecho que la afectó profundamente.
En 2009, con la contratación de Carlos Retegui como técnico, volvió a ser convocada.

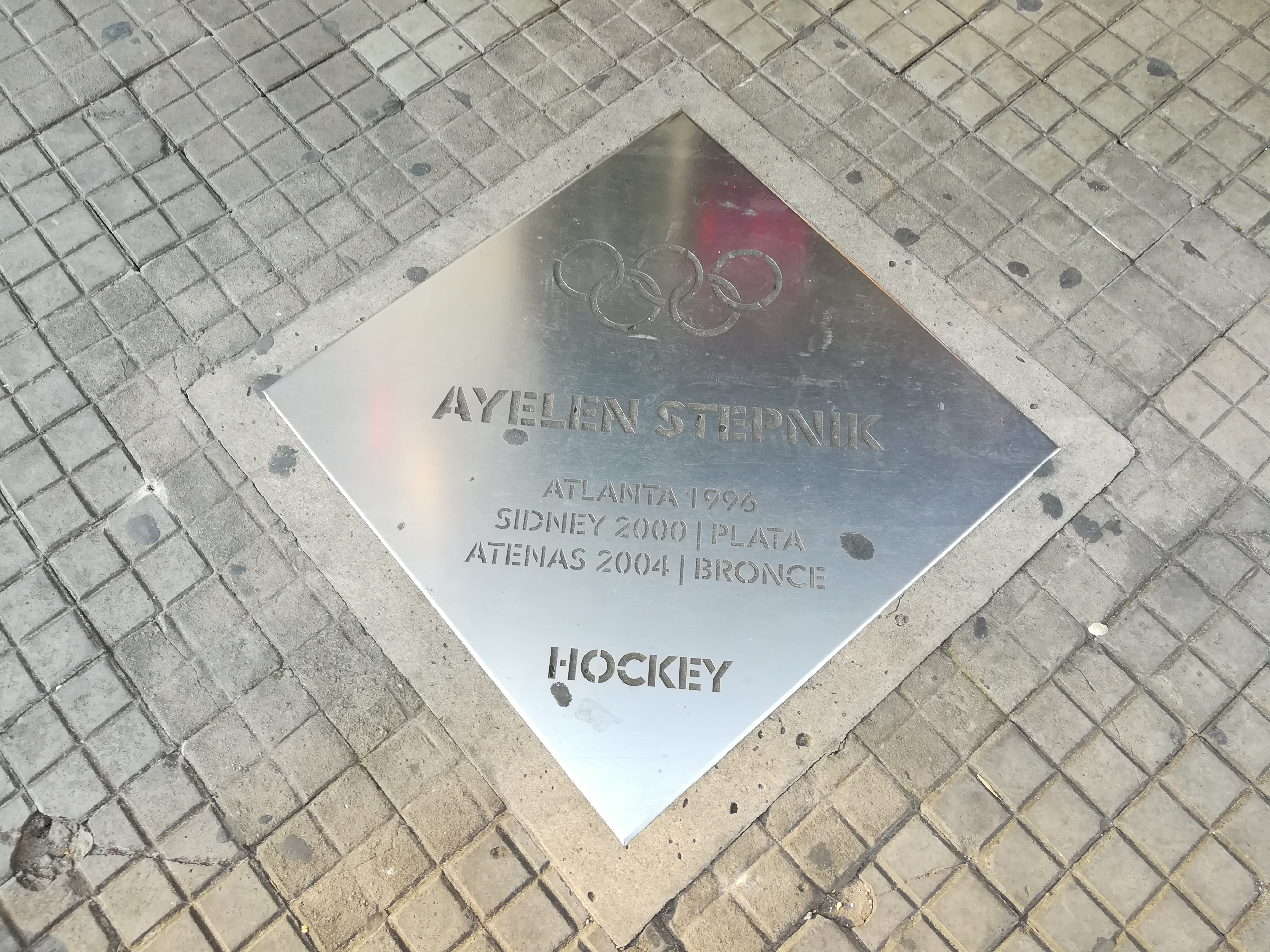
Placa homenaje a Stepnik en el Paseo de los Olímpicos de Rosario.

Como presidenta de la ONG Mas Hockey, junto a Daniel Mariatti, Stepnik promueve los valores del juego limpio en el hockey. En ocasión de la presentación del proyecto Mas Hockey en Rosario, la jugadora recurrió a la cita de un texto mexicano de más de 100 años para explicar los principios que defiende:

El deportista es aquél que no solamente ha vigorizado sus músculos y desarrollado su resistencia por el ejercicio de algún deporte sino que en la práctica de ese ejercicio ha aprendido a reprimir su cólera, a ser tolerante con sus compañeros, a no aprovechar una vil ventaja, a sentir como deshonra la mera sospecha de una trampa, y llevar con altura un semblante alegre bajo el desencanto de un revés.

Finalmente, decidió retirarse del hockey profesional, situación que anunció en rueda de prensa el 13 de marzo de 2010, previo al duelo amistoso entre Argentina y Alemania durante la inauguración del estadio de Hockey de Rosario (que fue sede del mundial de hockey ese mismo año), recibiendo un homenaje previo al inicio del partido de parte de sus compañeras y jugando algunos minutos con la camiseta número 6.